# Piazza dei Signori (Trévise)
Pour les articles homonymes, voir Piazza dei Signori.
La Piazza dei Signori (« Place des Seigneurs») est la place la plus importante de Trévise, située dans le centre historique de la ville.

## Histoire
La désignation est due à la présence de nombreux palais médiévaux des puissantes familles locales (Signoria) comme les Ezzelini et les Camino.
Par le passé, la place a porté d'autres noms comme Piazza Maggiore ou Piazza della Berlina car théâtre des exécutions et humiliations publiques.

## Description
Divers palais donnent sur la place :
- sur le côté Nord : Palazzo del Podestà ; Torre Civica, siège de la Signoria, datant du XIIIe siècle devenu le siège de la préfecture puis Municipio (mairie), occupé par les services communaux.
- à l'Est, le Palazzo dei Trecento, siège médiéval du Maggior Consiglio, gravement endommagé pendant le bombardement de Trévise du 7 avril 1944 et complètement restauré.
- à l'Ouest, le Palazzo Pretorio, avec sa façade du XVIIe siècle.
- au Sud, entre la via XX Settembre et via Indipendenza, se trouve le premier siège de la bibliothèque communale et de la pinacothèque, construite en 1847 à l'endroit où se situait le palais du Minor Consiglio d'après le projet de l'architecte Francesco Bomben.

À proximité du Palazzo del Podestà, au début de la via Calmaggiore, se trouvait autrefois la Fontana delle Tette.
Démontée lors de la chute de la république de Venise, elle fut retrouvée par l'abbé Luigi Bailo (it) et ses vestiges sont conservés au Museo casa da Noal. Une copie moderne se trouve actuellement dans le cortile (la cour) du Palazzo dei Trecento.
La place est ornée de nombreux lions, symboles de la domination de la Sérénissime.

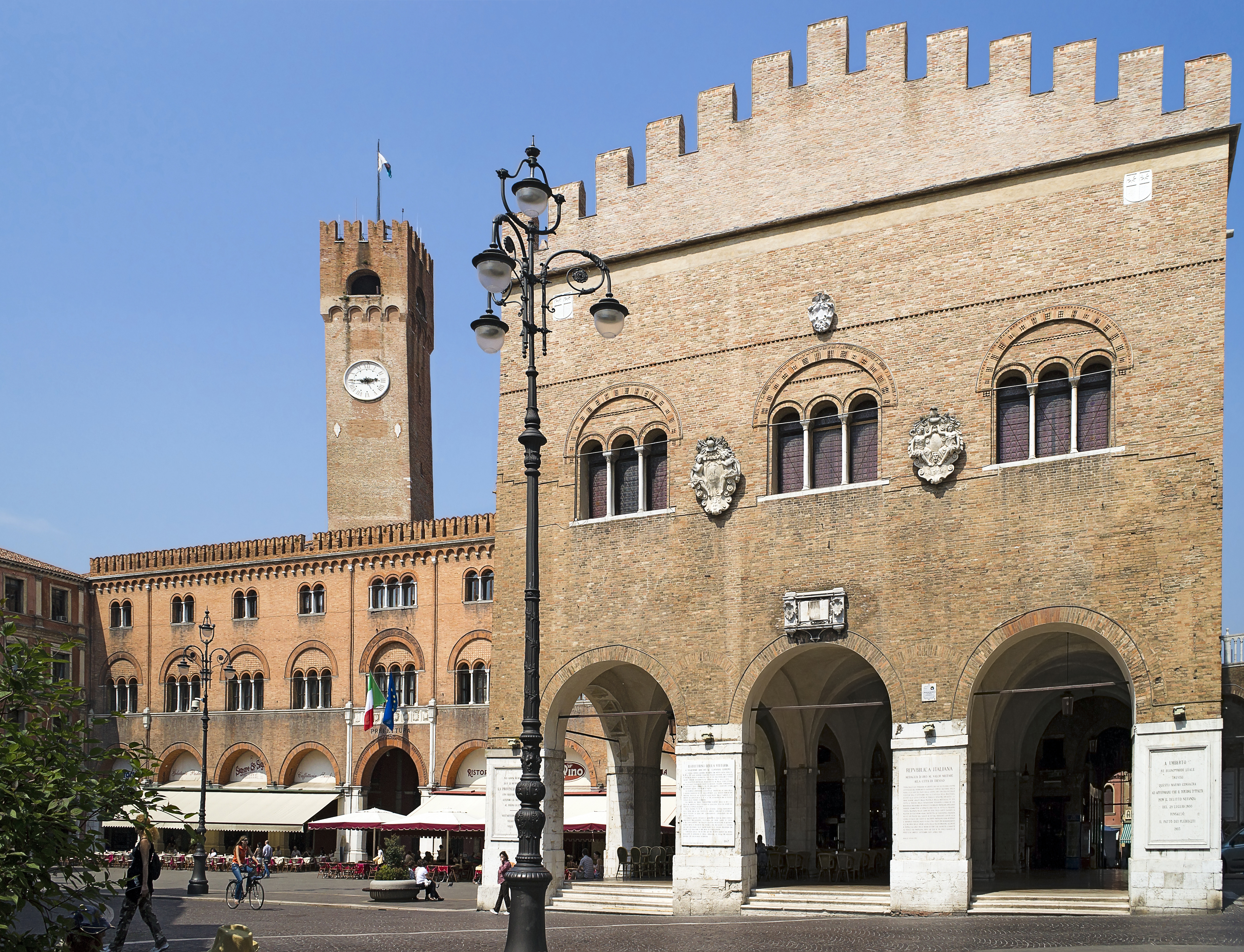
Piazza dei Signori et Palazzo dei Trecento.
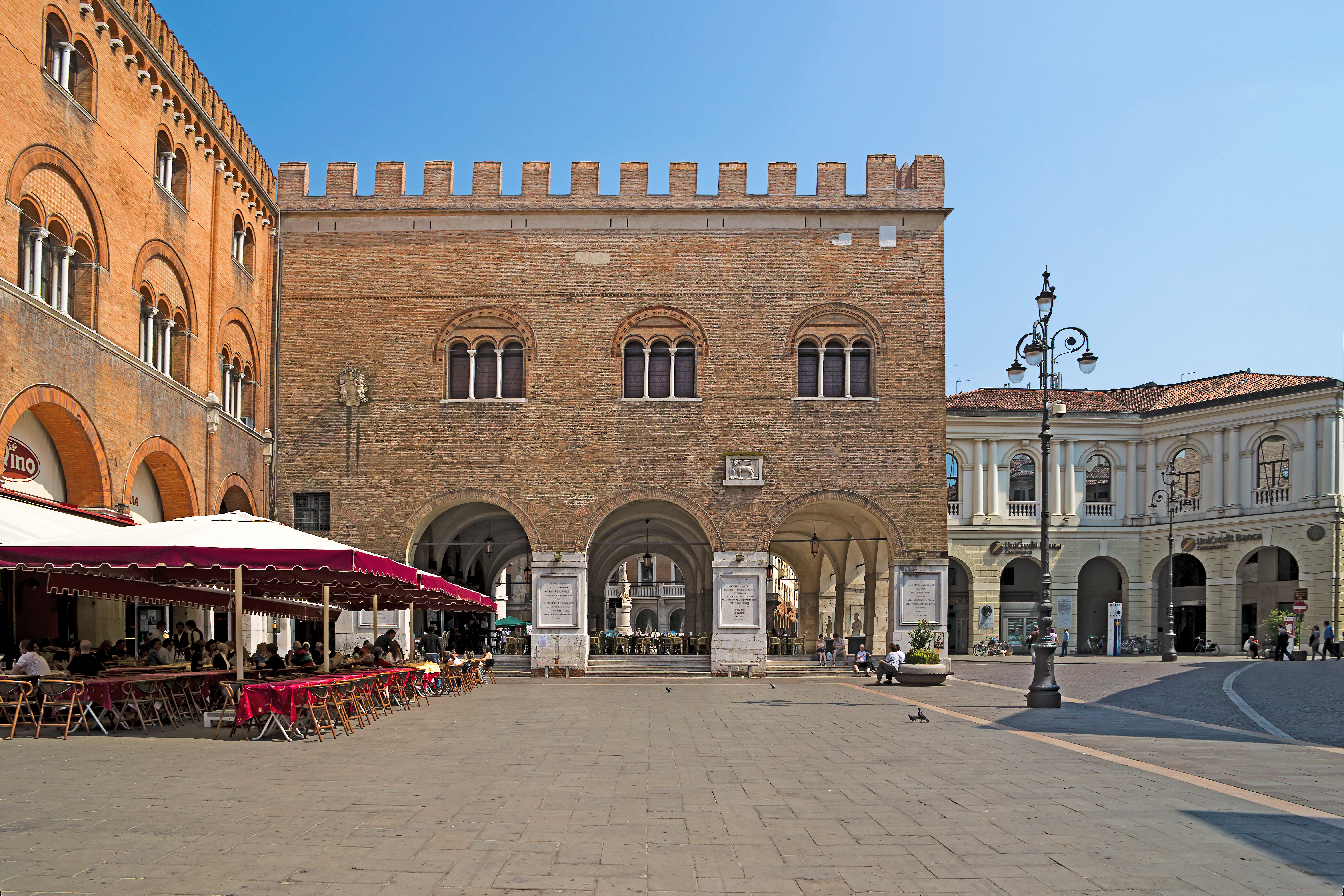
Palazzo dei Trecento
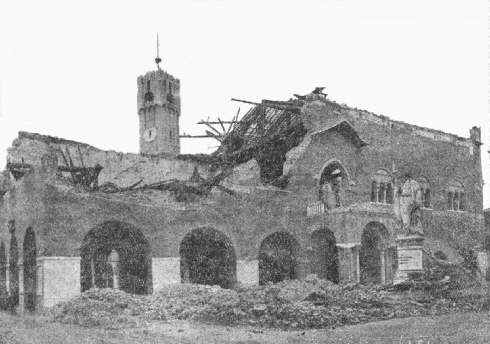
Le Palazzo dei Trecento après le bombardement de 1944.
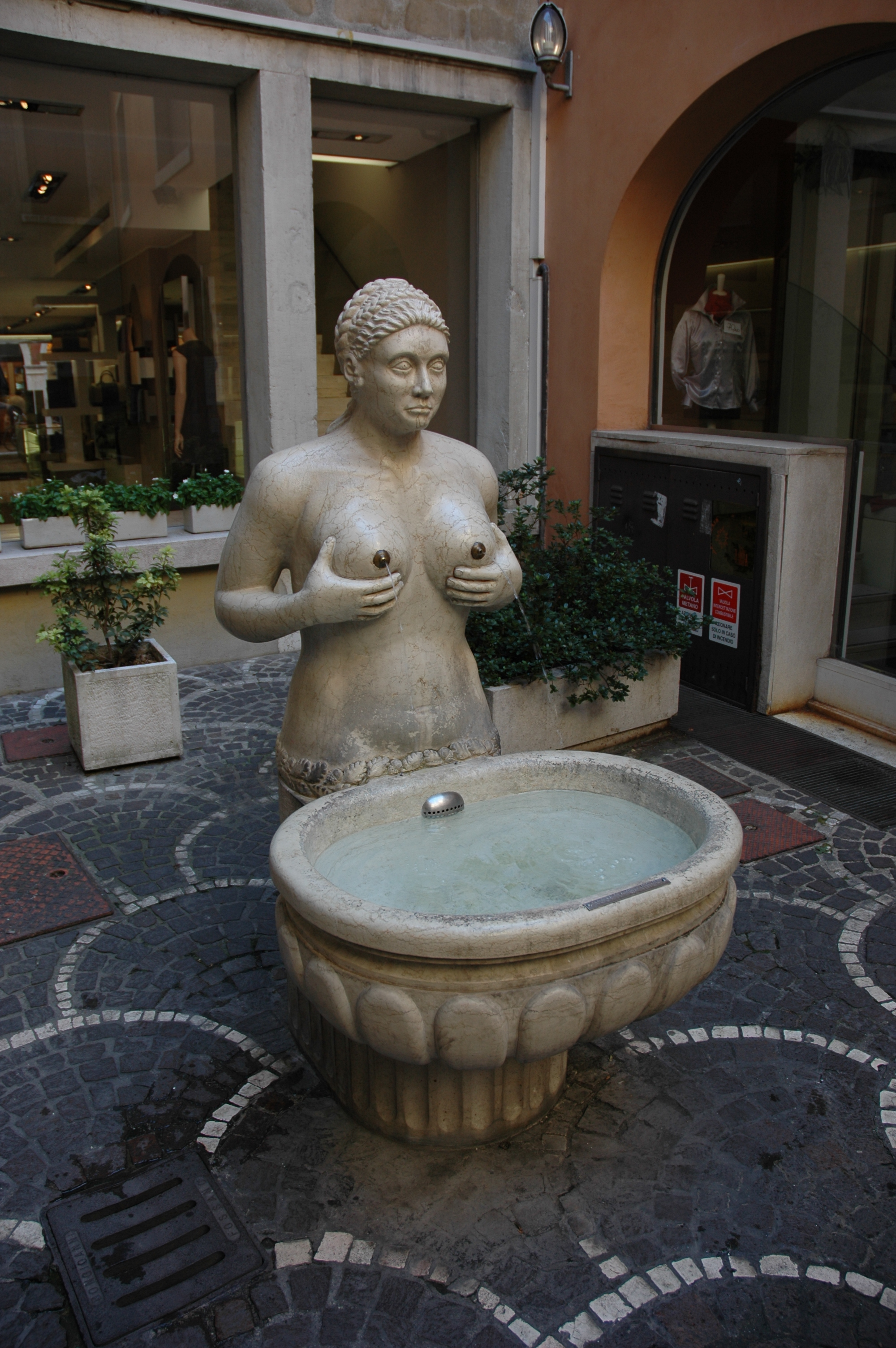
Fontana delle Tette.
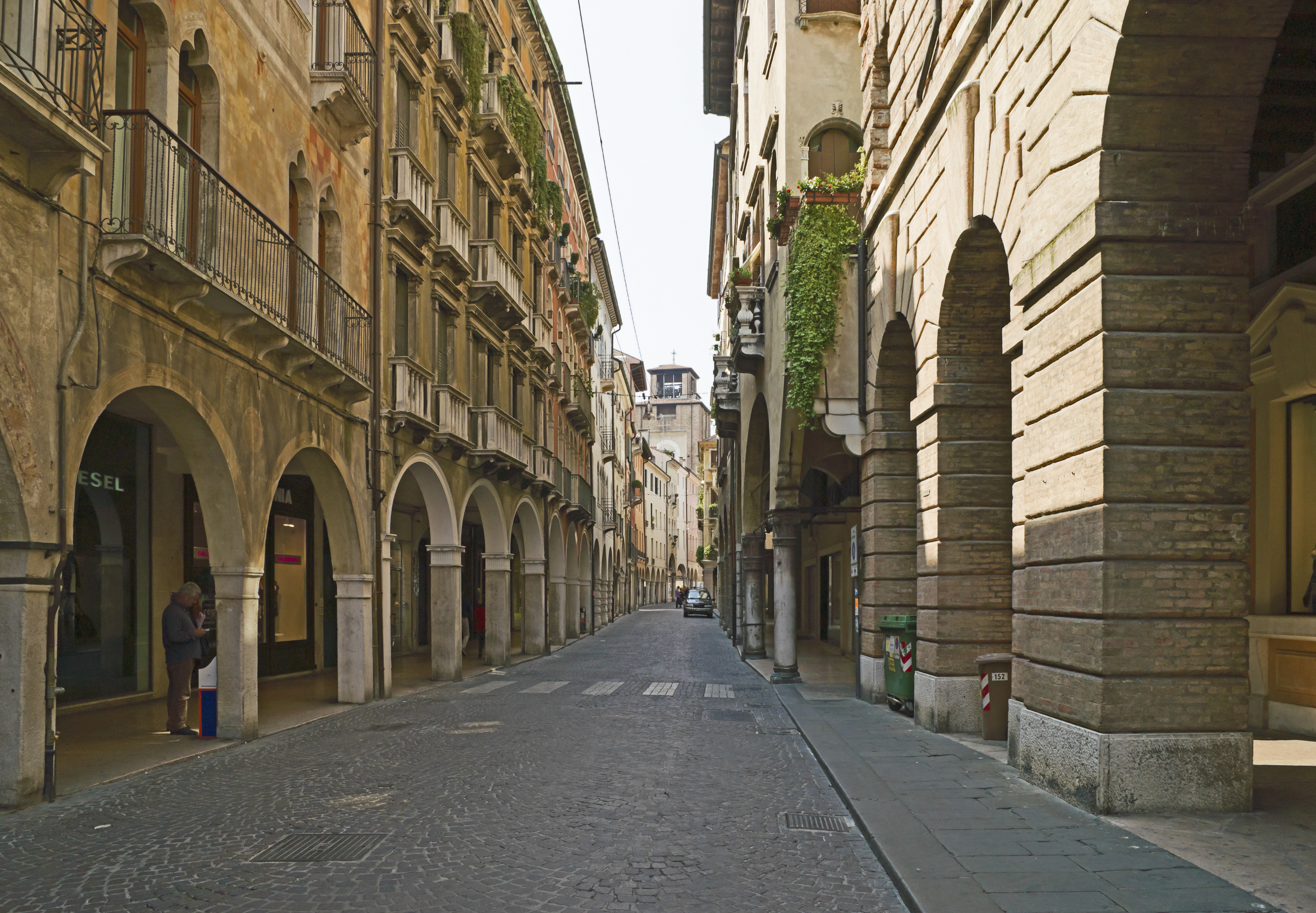
Via Calmaggiore, vue vers Nord Ouest.

### Source de traduction
- (it) Cet article est partiellement ou en totalité issu de l’article de Wikipédia en italien intitulé « Piazza dei Signori (Treviso) » (voir la liste des auteurs).